# 祠山街道
祠山街道是中华人民共和国安徽省宣城市广德市下辖的一个街道办事处。2021年由桃州镇析置，2021年7月2日正式揭牌成立。

## 行政区划
祠山街道下辖以下地区：
清溪社区、凤凰社区、山关村、白洋村和白桥村。